# Nebris occidentalis
Nebris occidentalis es una especie de pez de la familia Sciaenidae en el orden de los Perciformes.

## Morfología
• Los machos pueden llegar alcanzar los 60 cm de longitud total.

## Hábitat
Es un pez de clima tropical y bentopelágico.

## Distribución geográfica
Se encuentra en el Océano Pacífico oriental: desde Guatemala hasta el Perú.

## Uso comercial
Se encuentra, de manera ocasional, en los mercados.

## Observaciones
Es inofensivo para los humanos.